# Hermann Rützler
Hermann Rützler, né le 20 juin 1883 dans l'actuelle station de sports d'hiver de Mellau et décédé le 6 juin 1960 à Vienne, était un pilote automobile autrichien spécialiste de courses de côte, mais aussi photographe à Dornbirn durant ses premières années d'activités professionnelles.

## Biographie
Jeune, il commence par s'intéresser aux vélos et aux motocyclettes. Son atelier photographique ayant disparu dans un incendie, et après  une série de conflits avec les autorités locales de son pays, il décide finalement de partir pour la Russie en 1910, à 27 ans. Il y reste jusqu'à la révolution d'octobre, puis il est obligé de revenir en Autriche. Il a cependant maintenu des liens étroits avec la noblesse russe, ayant été longtemps sur place chauffeur de luxe.
Il est embauché par l'Österreichische Waffenfabriks AG en 1920, qui devient la Steyr-Werke AG en 1923, comme pilote essayeur puis de compétition.
Il remporte une dizaine de courses de côte, la plupart de renommée internationale, pour la marque autrichienne Steyr entre 1922 et 1925, après ses débuts dans la discipline en 1921. Il devient très populaire après sa victoire au Col du Klausen en 1923 (alors âgé de 40 ans). La même année, il est plusieurs tours de rang en tête de la Targa Florio, mais il doit finalement abandonner sur accident. Tout comme Ulrich Ferdinand Kinski son principal équipier chez Steyr, il ne parvient pas à terminer le Grand Prix Tourisme de l'A.C.F., remporté en 1925 à Montlhéry par André Boillot sur Peugeot 18 CV... devant le français Pierre Gaudermann sur Steyr.
Rützler quitte Steyr en 1927, pour diriger son propre atelier de mécanique à Vienne.

### Palmarès
- Course de côte du Gabelbach (Ilmenau, Erfurt) 1922 et 1923[3];
- Course de côte de Svab (Budapest)  1922 et 1923;
- Course de côte de Zbraslav-Jíloviště (Prague) 1923;
- Course de côte du Col du Klausen 1923;
- Course de côte du Semmering 1923;
- Course de côte de l'Ecce Homo 1923;
- Course de côte du Riesberg (Graz) 1925.